# Ranko Munitić
Ranko Munitić (Zagabria, 3 aprile 1943 – Belgrado, 28 marzo 2009) è stato uno storico dell'arte, sceneggiatore e giornalista jugoslavo.
Teorico, critico, e regista egli stesso, fu uno dei maggiori esperti in cultura popolare e dei media in Jugoslavia.

## Biografia
Ranko Munitić nasce durante la seconda guerra mondiale a Zagabria, che appartiene in quel momento allo Stato Indipendente di Croazia. Trascorre la sua infanzia a Traù. Studia storia dell'arte alla Facoltà di Filosofia di Zagabria. Lascia finalmente Zagabria per Belgrado nel 1972, dove vive fino alla sua morte. Sposa Zorica Jevremović, regista teatrale, drammaturga, teorica dei media e della cultura.
Il suo primo articolo è stato pubblicato nel giornale scolastico "Polet" nel maggio 1961. Il suo primo articolo professionale è pubblicato nel giornale dell'arte e della cultura "Telegramma" nel novembre 1962. Pubblica subito dopo la critica, i racconti e oltre 70 monografie di autori.
I suoi interessi sono: il film jugoslavo, il film d'animazione, i fumetti, i documentari, l'arte fantastica, la televisione, il teatro e gli attori.
Entra nel mondo della sceneggiatura con il film "Cinema Ambulante" (1964). Scrive sceneggiature per cartoni animati, documentari, spettacoli televisivi, e lavora su diverse sceneggiature per lungometraggi. A lui si deve la sceneggiatura di "L'ufficiale con una rosa" (1987).
Come membro del consiglio di amministrazione ASIFA (Associazione internazionale del film d'animazione) durante gli anni '70 e '80, partecipa alla divulgazione e la promozione complessiva del film di animazione. È membro della giuria e del comitato per i venti festival di cortometraggi ed animazioni in tutto il mondo.
Rivela a livello internazionale centinaia di retrospettive del cinema jugoslavo, in particolare "La Scuola d'animazione di Zagabria" e "La scuola di documentario di Belgrado".
Dagli anni '60, partecipa alle principali mostre del cinema di Zagabria e di Belgrado, e dal 1980 per la televisione di Novi Sad, realizza più di ottanta ritratti di un'ora sui principali attori nel suo spettacolo "Serata con le star" (Veče sa zvezdama). 
Si dichiara spesso come "Cerbo" ("c" di croato "erbo" di serbo orig. Hrbin, Hrvat + Srbin).
A proposito della sua identità personale dice:
"Mio padre è di Traù e mia madre è di Zagabria. Il mio nonno paterno è di Traù, mentre mia nonna è di origine italiana. Il padre di mia madre è sloveno e sua madre è una contessa viennese. Ecco perché per me è sempre stato difficile scegliere una nazionalità, sono un po' di tutto. Non ho mai avuto il senso di questa divisione in nazione, religione, razza …" — Ranko Munitić
Determina la sua vita nel modo seguente:
"Origine etnica - marinaio; partito di appartenenza - cinefilo; occupazione - criticus vulgarus; convinzione - alternative; stato - indipendente o marginale ... Credo nel diritto di scelta, nella vita e nella morte" — Ranko Munitić
Da dicembre 2011 a Belgrado esiste il Centro dei media "Ranko Munitić", fondato da Zorica Jevremović. Da aprile 2012, il centro dà il premio "Terremoto di Trogir - Premio Regionale per media Ranko Munitić". Finora Nedeljko Dragić, Mladomir Puriša Đorđević, Dušan Makavejev, Lordan Zafranović e Karpo Aćimović Godina hanno ottenuto questo premio. Da dicembre 2012, il Centro pubblica la rivista trimestrale regionale e multi lingua sui media e sulla cultura "Mediantrop", centrata sull'Europa sud-orientale.

## Opere
Il film jugoslavo/serbo
- Prometeo dell'isola Visevica (Prometej s otoka Viševice), Zagabria, 1965.
- La Battaglia della Neretva (Bitka na Neretvi) , Zagabria, 1969.
- Questo popolo vivrà per sempre (Živjet će večno ovaj narod), Zagabria, 1974.
- Queste dolci menzogne cinematografiche (Te slatke filmske laži), Belgrado, 1977.
- 207 giorni del Festival di Pula (207 festivalskih dana u Puli), Pula, 1978.
- Periodi del film jugoslavo (Obdobja jugoslavenskoga filma), Lubiana, 1978.
- Il caso del film jugoslavo (Jugoslavenski filmski slučaj), Spalato, 1980.
- Il secolo del film serbo (Srpski vek filma), Belgrado, 1999.
- Cerchio critico belgradese di cinema I (Beogradski filmski kritičarski krug I), Nissa, 2002.
- Cinema Club Belgrado o Cavallo di Troia del cinema moderno jugoslavo (Kino klub Beograd ili Trojanski konj jugoslovenskog modernog filma), Belgrado, 2003.
- Cerchio critico belgradese di cinema II (Beogradski filmski kritičarski krug II), Nissa, 2005.
- Addio, Jugo-film (Adio, Jugo-film), Belgrado, 2005.
- Cerchio critico belgradese di film III, (Beogradski filmski kritičarski krug III) Nissa, 2007.
- Immagini di film e di realtà (Filmska slika i stvarnost), Belgrado, 2009.
- La domanda della critica cinematografica (Pitanje filmske kritike), Belgrado, 2012.

Autori
- Jean Vigo, Lubiana, 1970.
- Živojin Pavlović, Belgrado, 1997.
- Srđan Karanović, Belgrado, 2000.
- Goran Marković, Belgrado, 2001.
- Emir Kusturica, Belgrado, 2001.
- Martinac, Zagabria, 2011.

Documentari
- Scuola di Film documentario di Belgrado (Beogradska škola dokumentarnog filma), Belgrado, 1967.
- A proposito del film documentario (O dokumentarnom filmu), Belgrado, 1975.
- Generi di film (Filmske zvrsti in žanri), Lubiana, 1977.
- Film documentario - sì o no (Dokumentarni film — da ili ne?), Belgrado, 1982.

Teoria del film di animazione
- A proposito dell'animazione (O animaciji), Belgrado, 1973.
- Paese delle meraviglie animate (Dežela animiranih čudesa), Lubiana, 1976.
- Teoria dell'animazione (Teorija animacije), Belgrado, 1981.
- Introduzione all'estetica dell'animazione cinematografica (Uvod u estetiku kinematografske animacije), Zagabria – Belgrado, 1982.
- Scuola critica retrospettiva di Zagabria (Kritička retrospektiva zagrebačke škole), Zagabria, 1982.
- Estetica dell'animazione (Estetika animacije), Belgrado, 2007.
- Conto reso dell'animazione (Zbornik o animaciji), Belgrado, 2009.
- Estetica dell'animazione (Estetika animacije), Zagabria, 2012.

Storia del film di animazione
- Cerchio di disegni animati di Zagabria I (Zagrebački krug crtanog filma I), Zagabria, 1978.
- Cerchio di disegni animati di Zagabria II (Zagrebački krug crtanog filma II), Zagabria, 1978.
- Cerchio di disegni animati di Zagabria III (Zagrebački krug crtanog filma III), Zagabria, 1978.
- Animazione Cinematografica in Jugoslavia (Kinematografska animacija u Jugoslaviji), Belgrado, 1979.
- Cinque festival mondiali a Zagabria (Pet svjetskih festivala u Zagrebu), 1984.
- 80 film della scuola di Zagabria, (80 filmova Zagrebačke škole), Novi Sad, 1984.
- Cerchio di disegni animati di Zagabria IV (Zagrebački krug crtanog filma IV), Zagabria, 1986.
- Un mezzo-secolo del film di animazione in Serbia (Pola veka animiranog filma u Srbiji), Belgrado, 1999.

Fantastico
- Fantastico su schermo I (Fantastika na ekranu I), Belgrado, 1971.
- Fantastico su schermo II (Fantastika na ekranu II), Belgrado, 1973.
- Alice sulla strada attraverso il mondo sotterraneo ed attraverso lo spazio (Alisa na putu kroz podzemlje i kroz svemir), Belgrado, 1986.
- I mostri che amavamo I (Čudovišta koja smo voleli I), Belgrado, 1990.
- I mostri che amavamo II (Čudovišta koja smo voleli II), Belgrado, 1997.
- I mostri che amavamo 1 (Čudovišta koja smo voleli 1), Belgrado, 2007.
- I mostri che amavamo 2 (Čudovišta koja smo voleli 2), Belgrado, 2008.
- I mostri che amavamo 3 (Čudovišta koja smo voleli 3), Belgrado, 2008.
- I mostri che amavamo 4 (Čudovišta koja smo voleli 4), Belgrado, 2009.
- I mostri che amavamo 5 (Čudovišta koja smo voleli 5), Belgrado, 2011.

Fumetti
- Nona Arte – fumetto (Strip — deveta umetnost), Belgrado, 1975.
- Sexarion Superstrip, Belgrado, 1988.
- Fucking comics, Belgrado, 2006.
- Nona Arte – fumetto (Strip — deveta umetnost), Belgrado, 2006.
- Nona Arte - fumetto - seconda edizione (Deveta umetnost, strip – drugo izdanje), Belgrado, 2006.
- Nona Arte – fumetto (Strip — deveta umetnost), Zagabria, 2010.

Attori monografie
- Pavle Vuisić, Nissa, 1985.
- Olivera Marković, Nissa, 1988.
- Janez Vrhovec, Nissa, 1989.
- Rade Marković, Nissa, 1990.
- Dušan Janjićijević, Nissa, 1993.
- Milena Dravić, Nissa, 1995.
- Ljuba Tadić, Nissa, 1997.
- Mića Tomić, Nissa, 1998.
- Bata Stojković, Belgrado-Nissa, 1999.
- Dušica Žegarac, Nissa, 2000.
- Aleksandar Berček, Nissa, 2002.
- Bora Todorović, Nissa, 2003.
- Čkalja, Belgrade, 2005.
- Miki Manojlović, Nissa, 2006.
- Mira Stupica, Nissa, 2009.

Testi riuniti
- Lo sciupamento dei dinosauri (Tucanje dinosaura), Spalato, 1984.
- Specchio di carta (Ogledalo od hartije), Belgrado, 1998.
- 14444 giorni di critica (14.444 kritičarska dana), Belgrado, 2001, Nissa

Televisione
- Doppio passaggio (Dupli pas), Belgrado, 2012 - coautrice Zorica Jevremović

Ricordi
- Amici del Film (Filmski prijatelji), Novi Sad, 1997.
- Nemici del Film (Filmski neprijatelji), Novi Sad, 1999.

## Filmografia
Direttore
- Cinema Ambulante (Putujući kino), 1964.

Sceneggiatore* Cinema Ambulante (Putujući kino) (1964)
- Tempo dei vampiri (Vrijeme vampira) (1971)
- L'ufficiale con una rosa (Oficir sa ružom) (1987)
- Pavle Vuisić 1926-1988 (1997)
- Danilo Bata Stojković - realizzazioni cinematografiche (Danilo Bata Stojković - filmska ostvarenja) (1999)
- Dušica Žegarac - realizzazioni cinematografiche (Dušica Žegarac - filmska ostvarenja) (2000)
- Aleksandar Berček - realizzazioni cinematografiche (Aleksandar Berček - filmska ostvarenja) (2002)
- Bora Todorović - realizzazioni cinematografiche (Bora Todorović - filmska ostvarenja) (2003)

Serata con le star (Veče sa zvezdama)
Realizza e produce per la televisione di Novi Sad tra il 1990 e il 1997 una serie di documentari della televisione di ottanta episodi di un'ora dedicati ad attori serbi e attrici, una specie di Pantheon critica.
- Velimir Bata Živojinović, registrato il 12 aprile 1988, pubblicato nel 1990.
- Dragomir Felba, l'8 febbraio 1990.
- Dragan Nikolić, il 21 gennaio 1991.
- Rahela Ferari, il 23 gennaio 1991.
- Vladica Milosavljević, il 12 febbraio 1991.
- Rade Marković, il 23 settembre 1991.
- Olivera Marković, il 24 settembre 1991.
- Bata Stojković, il 22 gennaio 1992.
- Dragoljub Gula Milosavljević, il 21 giugno 1992.
- Mija Aleksić, il 22 giugno 1992.
- Mira Banjac, il 23 giugno 1992.
- Svetlana Bojković, il 24 giugno 1992.
- Slavko Štimac, il 24 giugno 1992.
- Ljuba Tadić, il 25 giugno 1992.
- Radmila Savićević, il 25 giugno 1992.
- Mića Tomić, il 12 luglio 1992.
- Olga Spiridonović, il 22 luglio 1992.
- Mira Stupica, il 24 settembre 1992.
- Bata Paskaljević, il 7 settembre 1992.
- Ružica Sokić, il 5 ottobre 1992.
- Žiža Stojanović, il 6 ottobre 1992.
- Branka Veselinović, il 6 ottobre 1992.
- Milena Dravić, il 7 ottobre 1992.
- Mirjana Karanović, il 12 ottobre 1992.
- Petar Kralj, il 13 ottobre 1992.
- Žika Milenković, il 13 ottobre 1992.
- Miodrag Krivokapić, il 13 ottobre 1992.
- Dušan Janićijević, il 20 novembre 1992.
- Branko Pleša, il 4 aprile 1993.
- Jelisaveta Seka Sablić, il 7 aprile 1993.
- Predrag Pepi Laković, l'8 aprile 1993.
- Radmila Živković, il 9 aprile 1993.
- Marija Crnobori, il 5 luglio 1993.
- Stevan Šalajić, il 15 settembre 1993.
- Velimir Bata Životić, il 15 settembre 1993.
- Zorica Jovanović, il 19 ottobre 1993.
- Tatjana Beljakova, il 20 ottobre 1993.
- Stevo Žigon, il 20 ottobre 1993.
- Janez Vrhovec, il 21 ottobre 1993.
- Ksenija Jovanović, il 4 novembre 1993.
- Bogdan Diklić, il 5 novembre 1993.
- Miodrag Petrović Čkalja, il 5 novembre 1993.
- Eva Ras, il 6 novembre 1993.
- Ivan Hajtl, 1º marzo 1994.
- Olga Ivanović, l'8 marzo 1994.
- Mira Nikolić, l'8 marzo 1994.
- Miodrag Mrgud Radovanović, il 9 marzo 1994.
- Radmila Andrić, il 9 marzo 1994.
- Dragan Maksimović, il 10 marzo 1994.
- Ibi Romhanji, il 24 maggio 1994.
- Milica Radaković, il 24 maggio 1994.
- Gorica Popović, il 31 maggio 1994.
- Bora Todorović, 1º giugno 1994.
- Aleksandar Berček, il 30 giugno 1994.
- Petar Slovenski, il 25 ottobre 1994.
- Duško Bulajić, il 26 ottobre 1994.
- Gizela Vuković, il 26 ottobre 1994.
- Merima Isaković, il 27 ottobre 1994.
- Dara Čalenić, il 17 ottobre 1995.
- Boro Stjepanović, il 2 novembre 1995.
- Stanislava Pešić, il 5 gennaio 1996.
- Tamara Miletić, il 6 gennaio 1996.
- Vasa Pantelić, il 7 gennaio 1996.
- Sonja Savić, il 6 marzo 1996.
- Predrag Ejdus, il 6 marzo 1996.
- Bosiljka Boci, il 7 marzo 1996.
- Slavka i Branislav Jerinić, il 7 marzo 1996.
- Aljoša Vučković, il 29 aprile 1996.
- Ljubiša Bačić e  Milutin Butković, il 29 aprile 1996.
- Tatjana Lukjanova, il 17 maggio 1996.
- Dara Džokić, il 21 maggio 1996.
- Pavle Minčić, il 21 maggio 1996.
- Mihajlo Miša Janketić, il 21 maggio 1996.
- Radmila Rada Đuričin, il 12 giugno 1996.
- Petar Banićević, il 12 giugno 1996.
- Branislav Lečić, il 13 giugno 1996.
- Branka Petrić, il 21 giugno 1996.
- Slavko Simić, il 9 luglio 1996.
- Mirjana Joković, il 4 ottobre 1996.
- Lidija Stevanović, il 24 marzo 1997.